# Chikkasanjevegowdanapalya, Koratagere
Chikkasanjevegowdanapalya là một làng thuộc tehsil Koratagere, huyện Tumkur, bang Karnataka, Ấn Độ.